# Lilla Abborrtjärnet
Lilla Abborrtjärnet är en sjö i Dals-Eds kommun i Dalsland och ingår i Örekilsälvens huvudavrinningsområde. Lilla Abborrtjärnet ligger i Trestickla-Boksjön Natura 2000-område.